# NiKo
Никола Ковач (Брчко, 16. фебруар 1997), познатији под псеудонимом NiKo, јесте босанскохерцеговачки и српски професионални играч игре Counter-Strike: Global Offensive и наступа за организацију Team Falcons
Сматра се једним од најбољих играча у свету.

## Приватни живот
Никола Ковач је рођен у српској породици 16. фебруара 1997. године у Брчком, у Босни и Херцеговини. Тренутно живи у Београду, одакле игра своје мечеве.
Први велики турнир који је Ковач освојио је био StarLadder i-League StarSeries Season 3. Након тога је уследило пет месеци без победе, што је довело до промена у тиму. Тиму су се придружили Олоф „olofmeister” Кајбјер Густафсон и Ладислав „GuardiaN” Ковач.
Након ових трансфера, FaZe Clan је освојио два турнира за редом, ESL One: New York 2017 и ELEAGUE CS:GO Premier 2017, са беспрекорним резултатом. Два месеца им је требало да освоје следећи турнир, Esports Championship Series Season 4, победом над тимом mousesports. Уз помоћ Ричарда „Xizt” Ландстрома су освојили  Intel Extreme Masters XIII - Sydney и ESL One: Belo Horizonte 2018.  Faze Clan је освојио прво место на турниру  EPICENTER 2018 у Москви.
Крајем 2019. године, број трофеја се попео на десет када је Ковач са екипом освојио BLAST Pro Series Copenhagen.
Након неуспеха на ELEAGUE Major: Boston 2018, NiKo преузима улогу вође у тиму.

## Награде и признања
- једанаесто место у свету у 2016. години[13]
- друго место у свету у 2017. години[14]
- треће место у свету у 2018. години[15]
- једанаесто место у свету у 2019. години[16]
- шест пута изгласан за најбољег играча турнира[17]